# 新・高校生ブルース
『新・高校生ブルース』（しん こうこうせいブルース）は、1970年12月25日公開の日本映画。監督は帯盛迪彦。出演は関根恵子（高橋惠子）、内田喜郎など。

## 概要
童貞を卒業したい男子高校生3人とクラスメイトの女子生徒の関係を通じ、高校生の恋愛と性がユーモラスに描かれる恋愛青春映画。英語題はThe Forbidden Fruit。
本作に先立つ同1970年8月22日に同じ関根と内田の出演で公開された『高校生ブルース』とはストーリーのつながりはなく、内容や設定が大きく異なる。
封切り時の同時上映作品は『可愛い悪魔 いいものあげる』（主演：渥美マリ、監督：井上芳夫）。

## あらすじ
高校の文芸部に所属する田村京子は部員たちと話し合い、高校生の性の実態や悩みについて生徒たちにアンケートを取り学園祭で発表することを決める。同級生の「童貞トリオ」こと椎名健次、和島亘、岡田正樹は、アンケートで見栄を張るため、放課後に街で若い女性をナンパしまくるが誰にも相手にしてもらえない。京子がたまたまそれを目撃する。
ある日のホームルーム活動で「高校生の恋愛について」というテーマで話し合いが開かれる。「高校生でも恋愛や性は個人の自由」と言う健次に対し、彼の幼なじみでもある京子は、彼のナンパを当てこするように「体の関係より愛する気持ちを重視すべき」と主張する。その日の放課後、童貞トリオは考えた末に童貞を捨てることだけを至上目標に掲げた「フラレタリア同盟」を組み、学園祭までの1か月を期限に行動を開始する。
健次はスケートに誘った京子に、亘は勉強を教わるフリをして女性教師に、正樹は自宅の若い家政婦にそれぞれ迫るが、失敗に終わる。健次だけは京子との関係を保っていたが、レコードの貸し借りで京子と過ごすうちに、「恋愛感情は二の次」という同盟の掟に反し、京子のことで頭がいっぱいになり、ほかの2人と行動をともにすることに抵抗を感じるようになる。
水商売の女性を相手にしようと考えた3人は、成人のフリをしてキャバレーに入店するが、そこで同級生・相川サナエがホステスをしているのに出くわし、気まずくなって店を出る。亘だけ引き返したところ、サナエは中年男とトラブルになっていた。亘は彼女を助け、これがきっかけで2人は互いに好意を寄せ始める。亘はサナエと初体験を済ませる。
京子から差出人不明のラブレターを見せられた健次は、くせのある筆跡から正樹が書いたものだと気づく。健次は恋愛を取るか友情を取るかで悩む。やがて正樹は健次が京子に好意を持っていることを見破る。話し合った結果、正樹は健次のために身を引く。その正樹は街でたまたま知り合った年上の女を相手に童貞を卒業する。
健次は京子とキスをするが、それ以上の発展はないままだった。数日後、同盟が決めた童貞卒業期限が迫る学園祭前日を迎えた健次は、京子と2人きりで会うが、焦るあまり喧嘩になってしまう。怒った様子を見せた京子は、健次を誰もいない夜更けの高校に連れて行き、そこで裸になって「私のために他の女性に近づかないで」と懇願する。京子なりの不器用な好意の表現だった。京子に対する愛情に気づいた健次は彼女をものにはせず、「大学に入るまでこのままの関係でいよう」と告げる。
学園祭当日。亘、正樹、サナエとともにテニス大会に打ち込む京子を応援する健次は、自分の心から童貞であることに関する劣等感が消えたことに気づき、晴れやかな気分になる。

## キャスト
田村京子
演 - 関根恵子
文芸部所属。健次とは幼なじみで、子供の頃に互いの家を行き来して一緒に遊んでいたため親しい仲。引っ越して4年間別の町で暮らした後、高校生の頃に再び作中の町で暮らし始める。真面目な性格で成績優秀、恋愛に関して現在はプラトニック派。
椎名健次
演 - 内田喜郎
童貞トリオの一人。あだ名は「しい公」。理想のタイプは、華奢な体つきの清純派。恋愛に関して「高校生でも恋愛や性は個人の自由」と主張してみせるが、実は義理人情を重んじる硬派な一面を持つ。京子の父と自身の父が同じ大学の同窓生で、仕事も同じく銀行員というつながりがある。優等生で女子にもてる館山を嫌っている。
和島亘
演 - 菅野直行
童貞トリオの一人。勉強より同世代の女の子との恋愛に興味を持っている。理想のタイプは、作中では「ソフィア・ローレンのような肉感的で情熱的な女性」と言っている。馬鹿でおっちょこちょいな性格を自認しており、おちゃらけていることが多いが、いざという時は男らしく決断力がある。
岡田正樹
演 - 水谷豊
童貞トリオの一人。あだ名は「おかちん」。理想のタイプは、「フェイ・ダナウェイのような美人」と言っている。文芸部に所属していないが、トリオの中では“文学青年”と呼ばれている。未成年ながら健次と亘と共にタバコを嗜んでいる。裕福な家の子で大きな邸宅で暮らしをしている。

### 京子が通う学校の関係者
相川サナエ
演 - 三笠すみれ
健次たちの同級生。京子と親しい。昼はただの高校生だが、母子家庭で体の弱い母の代わりに、夜はキャバレーのホステスとしてバイトして生活費を稼いでいる。
館山修一
演 - 木下清
文芸部所属。ゲーテなどの文学作品が趣味で、品行方正な優等生。女子生徒からも人気がある。ただし、生真面目というわけではなくキザったらしく、健次から偽善者に思われている。
文芸部員
演 - 平野康、小峯美栄子
京子や館山たち他の部員たちと共に話し合って、学園祭の展示のテーマを「高校生の性について」に決め、具体的な案を出し合う。
桐村
演 - 益田ひろ子
英語教師。亘に「ポーの『黒猫』の英語翻訳の分からないところを教えてほしい」と頼まれて勉強に付き合う。

### その他の人たち
金井春子
演 - 美田陽子
若宮
演 - 北城真記子
大原
演 - 中田勉
退勤したサナエを買おうとした男。亘に殴られる。
佐和
演 - 荒砂ゆき
素性不明の女。夜道を歩いていた正樹を誘い、童貞を奪う。
美代
演 - 浅見ちづる
岡田家の家政婦。ある時、正樹の部屋に紅茶を持っていった時に、誤ってズボンに紅茶をこぼしたため、布で拭いていたところを興奮した正樹に襲われる。
エミ
演 - 猪俣光世
ソープランドで働く風俗嬢。健次が童貞を捨てに来る。陽気な性格だが、色気より事務的に仕事をさっさとこなしている。
桃子
演 - 甲斐弘子
かおる
演 - 中村よし子
ミドリ
演 - 藤原あきこ
マネージャー
演 - 津田駿
キャバレーで働く男。客としてやってきた健次たちと支払いの時にもめる。
客引の男
演 - 志保京助
新装開店したばかりのキャバレーの店先で客を呼び込み、健次たちを招き入れる。
和江
演 - 浜世津子

## スタッフ
- 原作 - 柴田成人
- 企画 - 神吉虎吉
- 監督 - 帯盛迪彦
- 脚本 - 今子正義
- 撮影 - 喜多崎晃
- 美術 - 山口煕
- 音楽 - 伊部晴美
- 録音 - 高橋温生
- 照明 - 渡辺長治
- 編集 - 中静達治
- 助監督 - 程原武
- スチル - 薫森良民